# Claudia Lüke
Claudia Lüke (* 5. Oktober 1962 in Gelsenkirchen) ist eine deutsche Künstlerin, die in den Bereichen Zeichnung, Malerei, Fotografie und Installation tätig ist.

## Leben und Werk
Claudia Lüke studierte von 1982 bis 1989 an der Universität Essen, vormals Folkwangschule, Kunst und Biologie. Nach dem Abschluss mit dem 1. und 2. Staatsexamen für die Sekundarstufen begann sie ihre freischaffende künstlerische Tätigkeit.
Beeinflusst durch die Zusammenarbeit mit Rolf Glasmeier, entstanden ab 2000 neben Bildern und Objekten auch Installationen und interdisziplinäre Großprojekte, wie z. B. … e sopra di noi … zur ExtraSchicht 2003/2004 und urban discovery Kulturhauptstadtjahr 2010.
Seit 1998 erfolgten zahlreiche Einzel- und Gruppenausstellungen im In- und Ausland.

## Preise und Auszeichnungen
- 1990: Stipendium der Stadt Gelsenkirchen für Bildende Kunst
- 2000: 3. Preis Künstlerische Gesamtgestaltung der Kapelle in der Arena „Auf Schalke“
- 2002: 1. Preis Plakatwettbewerb, Internationale Frauensynode Barcelona
- 2003: 1. Preis Solarkunstwettbewerb, Stadt Gelsenkirchen
- 2008: 1. Preis Fenstergestaltung, ev. Landeskirche, Paderborn
- 2011: Gotland Stipendium des Landschaftsverbandes Westfalen-Lippe[4][5]
- 2012: 3. Preis Kunstwettbewerb „Kulturmeile“[6][7]
- 2013: artist in residence „BigCi“, Sydney
- 2018: artist in residence "The OU Gallery", Vancouver Island